# رونشستی ویفر
رونشستی ویفر (اپی ویفر، اپی-ویفر، یا اپی‌ویفر نامیده می‌شود) ویفر از مواد نیم‌رسانای ساخته شده با رشد رونشستی (رونشینی) برای استفاده در فوتونیک، ریزالکترونیک، اسپینترونیک، یا فتوولتاییک. لایه نشست ممکن است همان ماده زیرلایه باشد، به‌طور معمول  سیلیکون مونو کریستالین، یا ممکن است مواد ناهمگون با کیفیت مطلوب خاص باشد.
رونشستی ویفرهای سیلیکون اولین بار در حدود سال ۱۹۶۶ تولید شدند و در اوایل دهه ۱۹۸۰ مورد پذیرش تجاری قرار گرفتند. روش‌های رشد لایه رونشستی روی سیلیکون مونو کریستالی یا ویفرهای دیگر عبارتند از: انواع مختلف انباشت بخار شیمیایی (CVD) طبقه‌بندی شده به عنوان سی‌وی‌دی فشار اتمسفری (APCVD) یا برآرایی بخار شیمیایی آلی فلزی (MOCVD) و همچنین برآرایی پرتوی مولکولی (MBE). به دو روش «بدون‌بریدگی» (بدون اره ساینده) برای جداسازی لایه رونشستی از زیرلایه، «کاشت-شکاف» و «برداشتن تنش» نیز گفته می‌شود. روشی مناسب وقتی که لایه رونشستی و زیرلایه از همان ماده باشند، از کاشت یون برای نشست لایه نازکی از اتم‌های ناخالصی کریستال و در نتیجه تنش مکانیکی در عمق دقیق ضخامت لایه رونشستی مورد نظر، استفاده می‌شود. تنش موضعی ناشی از آن، یک مسیر کنترل شده برای انتشار رخنه درپی مرحله برش تیز و ظریف را فراهم می‌کند. در فرایند برداشتن تنش خشک هنگامی که لایه رونشستی و زیرلایه کاملاً متفاوت باشد، یک رخنه کنترل شده با تغییر دما در رابط رونشستی/ویفر صرفاً توسط تنش‌های گرمایی ناشی از عدم تطابق انبساط حرارتی بین لایه رونشستی و زیرلایه، بدون نیاز به هیچگونه نیروی مکانیکی یا ابزاری خارجی برای کمک به انتشار رخنه، قابل استفاده است. گزارش شده‌است که این فرایند باعث برش تیز یک صفحه اتمی می‌شود و نیاز به پرداخت پس از برداشت را کاهش می‌دهد و اجازه چندین بار استفاده از زیرلایه را تا ۱۰ مرتبه می‌دهد.
لایه‌های رونشستی ممکن است از ترکیباتی با ویژگی‌های مطلوب خاص مانند نیترید گالیم (GaN)، گالیم آرسنید (GaAs) یا ترکیبی از عناصر گالیوم، ایندیوم، آلومینیوم، ازت، فسفر یا آرسنیک تشکیل شود.

## یادداشت
1. ↑  Swinger, pp. 20, 21, 40, 47.
2. ↑  Claeys, Cor L. (2006). High Purity Silicon 9, Issue 4. The Electrochemical Society. p. 162. ISBN 978-1-56677-504-5.
3. ↑  Hua, Y. N. Identification of Silicon Crystalline Defects on Epi-Wafer in Wafer Fabrication. Chartered Semiconductor Mfg. Ltd. , 2001.
4. ↑  Szweda, R. Diode Laser Materials & Devices – A Worldwide Market & Technology Overview to 2005. Elsevier, 2001. p. x.
5. ↑  Swinger, pp. 20–22.
6. ↑  III-V Integrated Circuit Fabrication Technology: Fabrication, Integration and Applications. CRC Press. 2016. pp. 97–136. ISBN 9789814669313.
7. ↑  , "Method of cleaving a thin sapphire layer from a bulk material by implanting a plurality of particles and performing a controlled cleaving process"
8. ↑  Farah, John; Nicholson, John; Thirunavukkarasu, Sekar; Wasmer, Kilian (2014). "Dry-epitaxial lift-off for high efficiency solar cells". 2014 IEEE 40th Photovoltaic Specialist Conference: 1796–1801. doi:10.1109/PVSC.2014.6925271. ISBN 978-1-4799-4398-2.
9. ↑  III-V Integrated Circuit Fabrication Technology: Fabrication, Integration and Applications. CRC Press. 2016. ISBN 9789814669313.